# Taktisches Luftwaffengeschwader 31
Il Taktisches Luftwaffengeschwader 31 "Oswald Boelcke" (TaktLwG 31 "B"), precedentemente noto come Jagdbombergeschwader 31 (JaBoG 31), è uno stormo da interdizione della Luftwaffe (Bundeswehr), costituito a Büchel (Büchel) il 1º ottobre 1957.
Nel gennaio del 1958 venne trasferito nella base aerea di Nörvenich, dove, il 20 giugno 1958, venne ufficialmente istituito.
Dal 1° luglio 2015 dipende dal Luftwaffentruppenkommando di Colonia-Wahn.

## Scopo
La missione dell TaktLwG 31 comprende, tra le altre cose, l'interdizione aerea (Air Interdiction), la lotta contro le forze aeree nemiche a terra (Offensive Counter Air) e il supporto aereo ravvicinato.
Inoltre, lo stormo ha il compito di introdurre e testare innovazioni tecniche per tutte le unità Eurofighter tedesche e di sviluppare tattiche e procedure che risultano dalle innovazioni della tecnologia di difesa. A questo proposito, lo squadrone ha la funzione di gruppo di comando e insegnamento.
Dal punto di vista organizzativo, lo squadrone è diviso in gruppi di volo e tecnici. Il Gruppo Volante (FlgGrp) comprende il 1º e il 2º squadrone volante e lo squadrone delle operazioni di volo (in tedesco: Flugbetriebsstaffel). Questo gruppo è responsabile dello spiegamento e delle operazioni di volo. Qui, ad esempio: vengono impostati i dati di volo come rotte, rifornimento di carburante, carico di armi, ecc.
Il gruppo tecnico (TGrp) è composto dallo squadrone riparazioni/elettronica, dallo squadrone manutenzione/armi e dallo squadrone rifornimenti/trasporti. Questo gruppo si occupa di tutte le questioni tecniche relative agli aeromobili (aeromobili). Questi includono non solo manutenzione e riparazione, ma anche armamenti e munizioni, tecnologia dei paracadute, rifornimento di carburante e molto altro.

## Storia

### Primi anni
Il JaBoG 31 fu istituito presso la base aerea di Büchel nel 1957, mentre in quel periodo la base aerea di Nörvenich veniva ricostruita. Il 1. Staffel (1° Squadrone), fondato il 1° ottobre 1957, è il più antico squadrone di cacciabombardieri e caccia dell'aeronautica tedesca. Il trasferimento da Büchel a Nörvenich iniziò nel gennaio 1958 e lo stormo fu ufficialmente attivato il 20 giugno 1958 presso la base aerea di Nörvenich. Dal 20 aprile 1961 il JaBoG 31 prende il nome dall'asso dell'aviazione imperiale Oswald Boelcke (1891–1916), asso nella prima guerra mondiale, pioniere e autore del Dicta Boelcke.
Il Jagdbombergeschwader 31 fu la prima unità dell'aeronautica militare tedesca ad essere ispezionata dalla NATO il 19 gennaio 1959 e, dopo un'ispezione riuscita, fu posta sotto il suo controllo.
Lo stormo ha sempre ottenuto il massimo dei voti anche nelle altre valutazioni annuali effettuate dai rappresentanti degli alleati della NATO ed è stato uno dei primi ad essere assegnato alle forze di risposta alle crisi. Lo stormo ricevette come equipaggiamento iniziale il Republic F-84F Thunderstreak, che fu sostituito nel 1961 dal Lockheed F-104G Starfighter. Il 20 giugno 1962, il JaboG 31 “Boelcke”, fu il primo stormo della Luftwaffe ad essere operativo con lo Starfighter. A quel tempo lo squadrone possedeva tre immobili: la base aerea (FlgH), la caserma Boelcke e la caserma Haus Hardt.

### Era Tornado

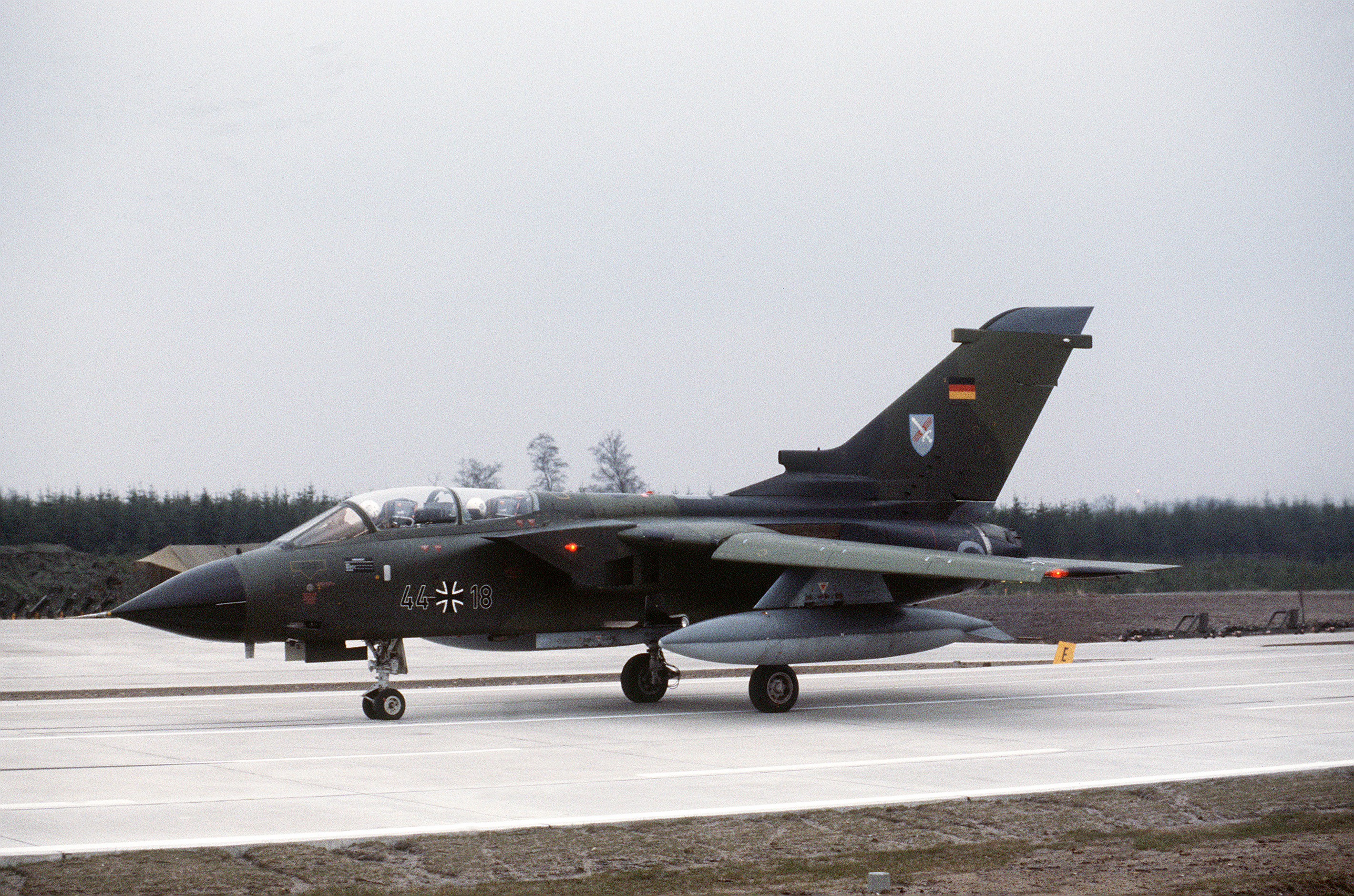
Un Panavia Tornado IDS del JaboG 31 sull'autostrada A 29 nei pressi dello svincolo autostradale di Alhhorn (Bassa Sassonia) il 28 marzo 1984.

Lo Starfighter venne sostituito dai nuovi Panavia Tornado IDS. Ancora una volta il JaboG 31 fu il primo stormo ad essere equipaggiato con un aereo appena introdotto nella Luftwaffe. Successivamente gli venne assegnato il Panavia Tornado 200 ECR, un aggiornamento per la guerra elettronica. Durante il periodo del Tornado, nello stormo erano di stanza un totale di circa 4.500 tra soldati e civili (questi ultimi presso l'amministrazione del sito). L'esercito gestiva un centro di telecomunicazioni e una scuola guida presso la base aerea. Ad oggi (2023) la base aerea è anche la base di un centro di soccorso aereo (SAR 41). Il luogo servì per lungo tempo anche come base per uno squadrone di aerei da attacco al suolo A-10 “Thunderbolt” (chiamato Warthog), che veniva spesso definito il 3º squadrone dello stormo Boelcke.
Il JaboG 31 era subordinato alla NATO e quindi doveva prendere parte ai suoi due test annuali, chiamati “MaxEval” (valutazione massima) e “TacEval” (valutazione tattica). Inoltre vi furono ulteriori test (i cosiddetti allarmi), imposti dal comando dell'aeronautica tedesca, chiamati “Zirkus Boelcke” (nome risalente alla prima guerra mondiale) alla quale fu dato loro il nome gergale “Vollalarme”. Poiché lo stormo effettuò e superò almeno sei “allarmi completi” ogni anno, ciascuno della durata di più di una settimana, fu anche il primo a qualificarsi per il gruppo delle forze di risposta alle crisi (KRK).
Nell'ambito della riunificazione e dell'attenuazione della crisi globale, il numero degli aerei e del personale dello stormo fu continuamente ridotto. Quando i membri del JaboG 31 furono assegnati alle operazioni di soccorso durante l'alluvione dell'Oder nel 1997, i riservisti dovettero essere chiamati per coprire i bisogni.

### Era Eurofighter

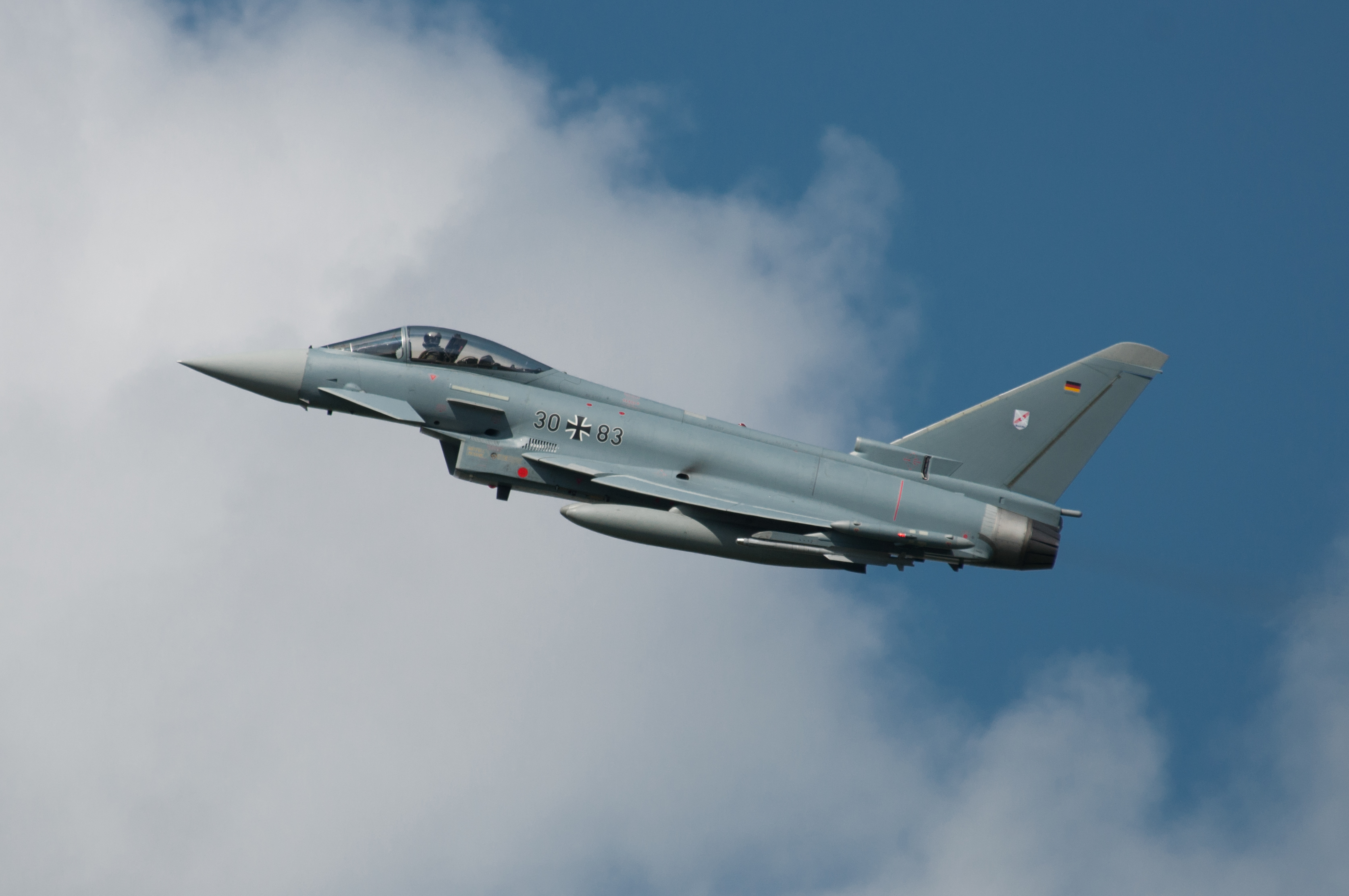
Un Eurofighter Typhoon del TaktLwG 31 in volo nel 2016.

Il JaboG 31 “Boelcke” fu il primo stormo di cacciabombardieri della Luftwaffe in Germania ad essere equipaggiato con l'Eurofighter Typhoon. I primi quattro velivoli di questo tipo atterrarono a Nörvenich il 16 dicembre 2009. Sei mesi dopo, il 25 giugno 2010, l'ultimo Tornado lasciò ufficialmente la base aerea di Nörvenich. Nel 2011 erano già sul posto otto Eurofighter. Nel marzo 2012 a Nörvenich venne istituita una squadra di allerta (QRA) con l'Eurofighter.
Nel maggio del 2016, lo stormo contava ventisei Eurofighter, cinque dei quali erano di stanza a Wittmund.
In seguito alla dismissione del Phantom II presso il Jagdgeschwader 71 “Richthofen”, il JaboG 31 assunse la responsabilità di fornire una alarmrotte, ovvero una squadra di caccia intercettori, presso la sede del JG 71, la base aerea di Wittmund, dal 1º luglio 2013 al 4 luglio 2016. Dal 1° ottobre 2013 al 4 luglio 2016 questa associazione venne subordinata al Taktischen Luftwaffengeschwader 31 com Taktische Luftwaffengruppe "Richthofen". Successivamente però il gruppo tattico "Richthofen" venne nuovamente trasformato in uno stormo indipendente a Wittmund, diventando così il nuovo Taktischen Luftwaffengeschwader 31, con sede a Wittmund. Nel febbraio 2020, 34 Eurofighter erano di stanza a Nörvenich.

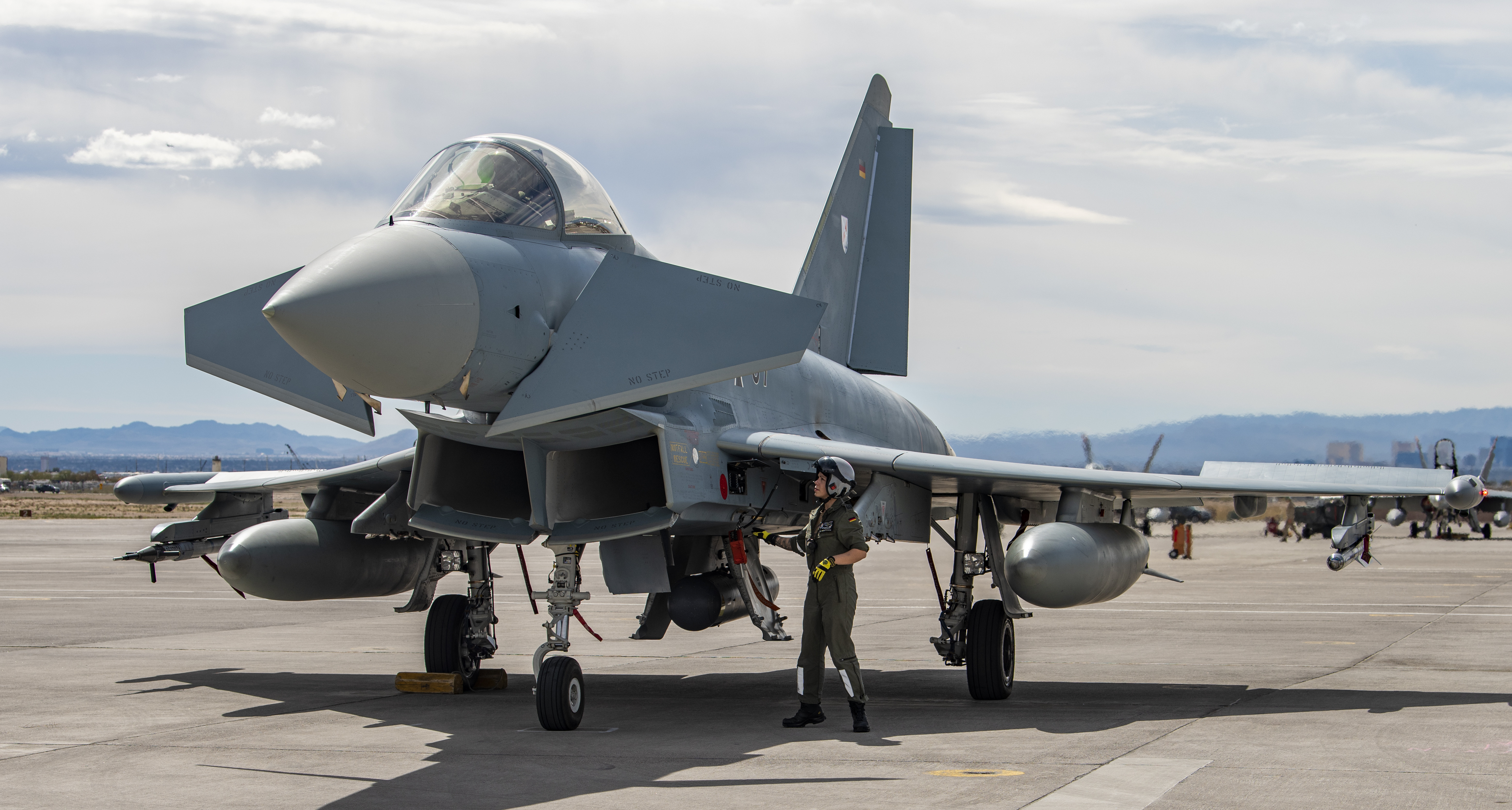
Un Eurofighter Typhoon del TaktLwG 31 alla base aerea di Nellis, Nevada, durante un'esercitazione congiunta nel marzo del 2020.

Il 27 aprile 2006 venne posta la prima pietra per il nuovo edificio dedicato al simulatore di addestramento. Il nuovo edificio costò 10,5 milioni di euro. La cerimonia di completamento venne celebrata il 25 ottobre 2006. Il 18 giugno 2012 il personale si trasferì dalla caserma Boelcke di Kerpen alla base aerea di Nörvenich. Inizialmente la caserma Boelcke avrebbe dovuto essere chiusa nel 2015, ma fu conservata.
A fine novembre 2023 quattro Eurofighter del TaktLwG 31 vennero dispiegati, su richiesta del governo rumeno, nei pressi di Costanza, sul mar Nero, con l'obbiettivo di proteggere lo spazio aereo della NATO. In totale vennero inviati in Romania circa 150 militari tedeschi (tra piloti e personale di terra) con lo scopo di proteggere il fianco sud-orientale del patto Atlantico.
Dall'8 al 18 luglio 2024 a Fairbanks, in Alaska, otto Eurofighter del TaktLwG 31 presero parte alla prima tappa di una delle più grandi esercitazioni aeree eseguite ad oggi. All'esercitazione, denominata Arctic Defender 24 ed inquadrata nella più amplia operazione chiamata Pacific Skies, parteciparono anche, oltre all'USAF, l'aeronautica militare spagnola e quella francese, formando una flotta di circa 60 velivoli contemporaneamente in volo. Lo scopo dell'esercitazione era esercitarsi per far fronte ad una possibile emergenza: un attacco al territorio della NATO. Successivamente prese parte ad altre due operazione nei cieli giapponesi, operazione Pacific Skies: Nippon Skies, e nei cieli australiani, operazione Pacific Skies: Pitch Black.

#### Rapporti pionieristici con l'aeronautica israeliana
All’inizio degli anni ’20 del XXI secolo, il TaktLwG 31 “B” fu più volte al centro delle amichevoli relazioni militari tedesco-israeliane.

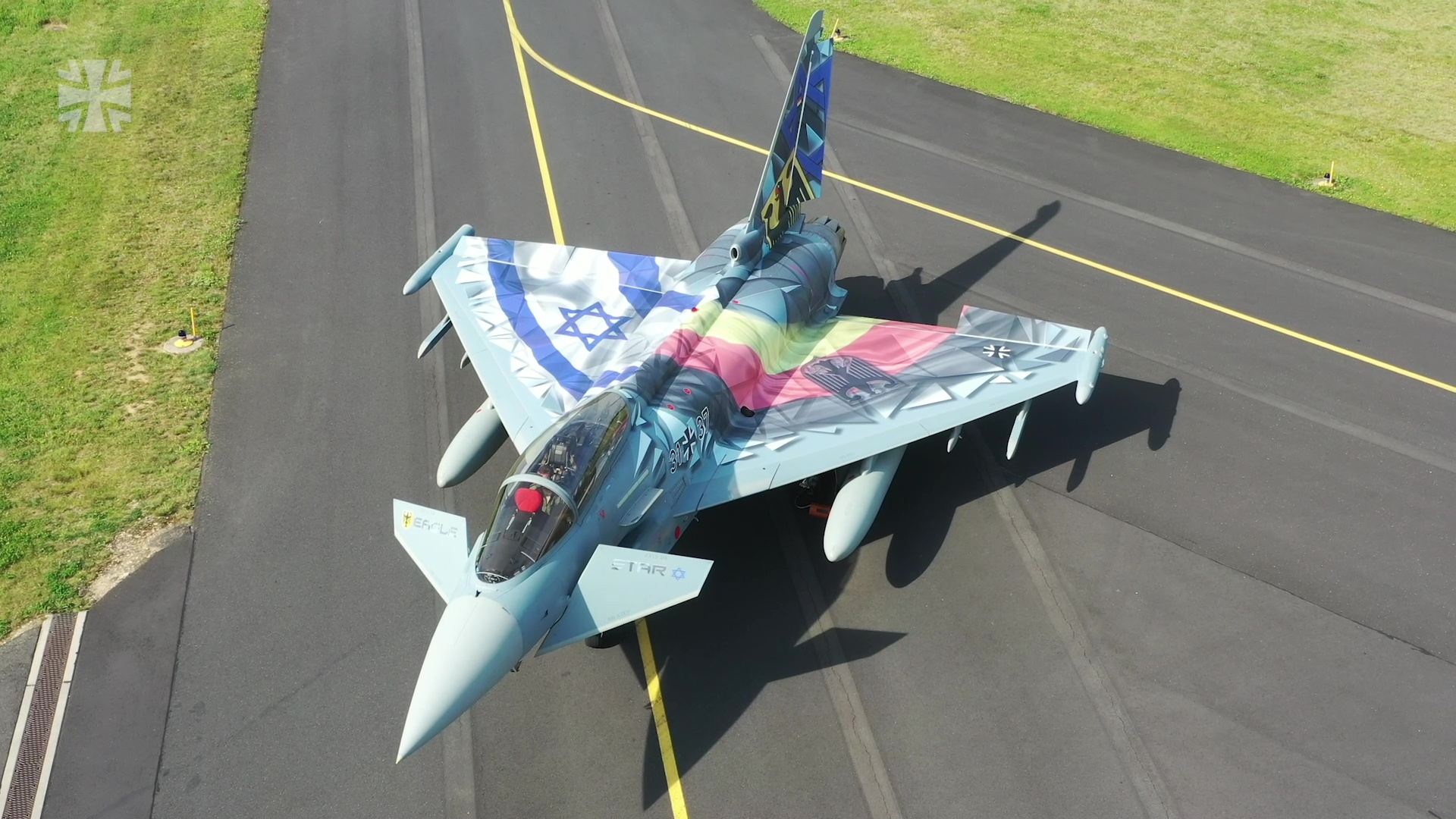
Eurofighter "Eagle Star" in livrea speciale, gennaio 2021

Per due settimane, nell’agosto 2020, ospitò il primo contingente dell’aeronautica israeliana ad atterrare sul suolo tedesco. Guidati dal comandante in capo dell'IAF, il maggiore generale Amikam Norkin, parti del 101° e 105º squadrone IAF della base aerea di Hazor praticarono operazioni aeree congiunte con lo squadrone “Boelcke” come parte dell'esercitazione “Blue Wings 2020”.
Per onorare la natura speciale dell'occasione, gli aerei israeliani vennero scortati a Nörvenich da una scorta d'onore di Eurofighter del “Boelcke”, con l'ispettore dell'aeronautica ed ex comandante dello stormo “Boelcke”, il tenente generale Ingo Gerhartz, al comando dell'aereo di testa. In questo contesto affermò: “Dopo il crimine contro l’umanità della Shoah, è un segno commovente della nostra amicizia oggi il fatto che voliamo fianco a fianco con l’aeronautica israeliana per la prima volta nella nostra storia. Il capitolo più oscuro della storia tedesca è oggi il nostro compito di combattere l'antisemitismo con tutto il rigore." Poco dopo, piloti tedeschi e israeliani commemorarono le vittime del terrore nazista e dei Giochi Olimpici con un volo congiunto in formazione sull'aeroporto di Fürstenfeldbruck e sul Memoriale del campo di concentramento di Dachau.

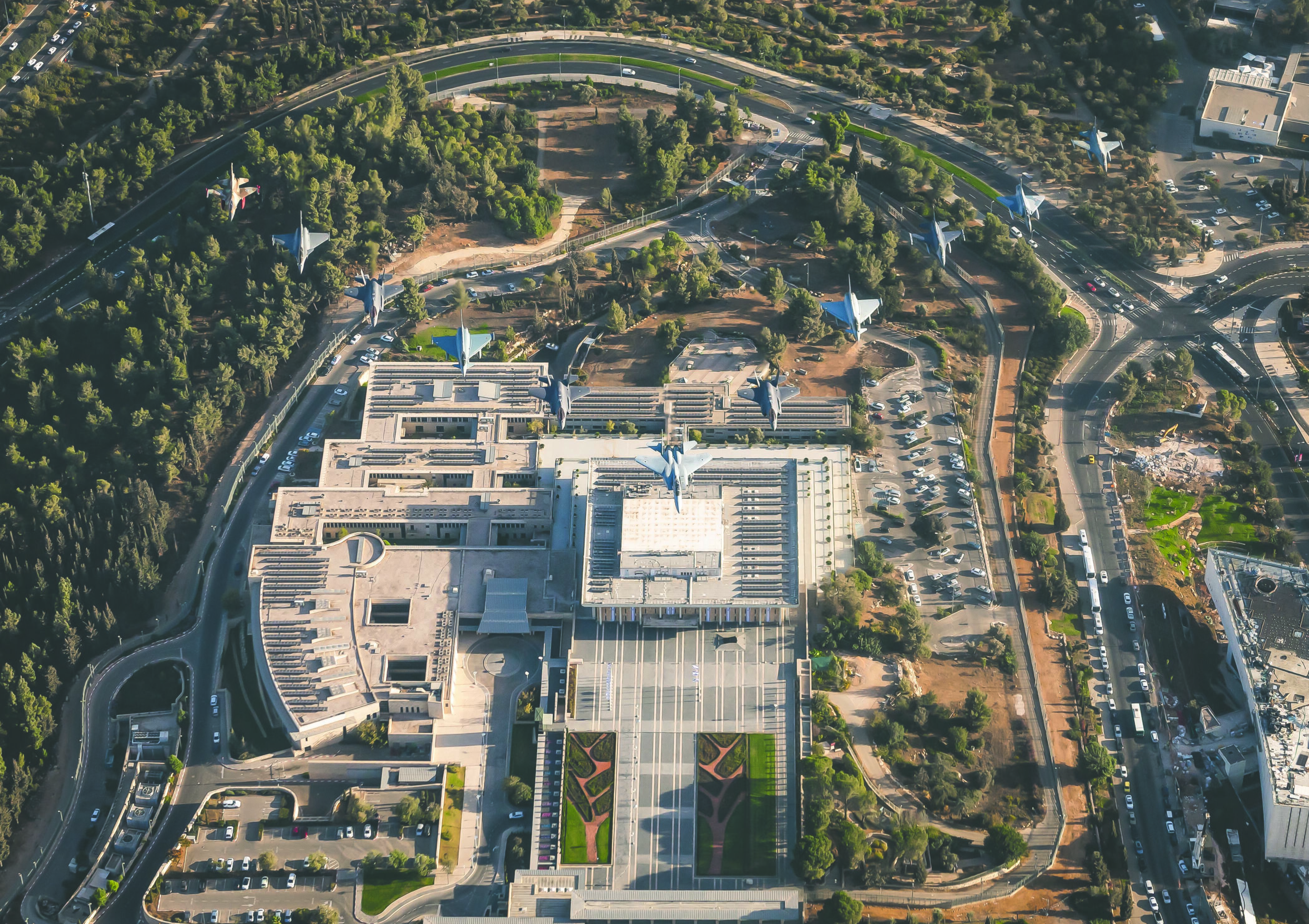
Caccia israeliani e tedeschi sorvolano la Knesset a Gerusalemme, ottobre 2021

Sotto la guida del taktLwG 31 “B”, l’aeronautica tedesca prese parte nel 2021 all’esercitazione internazionale “Bandiera Blu” in Israele. La delegazione tedesca era nuovamente guidata dal tenente generale Gerhartz. Per l'occasione l'Eurofighter 31+37 “Eagle Star” venne dotato di un'elaborata livrea speciale, che intende dimostrare l'amicizia di entrambi i paesi e di entrambe le forze aeree. Con un gesto considerato storico, Gerhartz sorvolò Gerusalemme e il parlamento israeliano, la Knesset, fianco a fianco con il capo dell'aeronautica israeliana. Fu il primo sorvolo di un aereo della Luftwaffe tedesca su Gerusalemme dalla prima guerra mondiale.

## Comandanti
Lista dei comandanti del JaBoG 31 o TaktLwG 31 "B" e relativa data di assunzione del comando:
1. Oberstleutnant Gerhard Barkhorn: 1 settembre 1957;
2. Oberst Wilhelm Meyn: 17 dicembre 1962;
3. Oberst Friedrich Obleser: 17 dicembre 1963;
4. Oberst Paul Monreal: 28 novembre 1966;
5. Oberst Hans-Joachim Steindorf: 11 settembre 1968;
6. Oberst Albert Weber: 19 settembre 1972;
7. Oberst Theodor Herbert: 24 settembre 1976;
8. Oberst Gert Overhoff: 25 marzo 1980;
9. Oberst Jörg Böttcher: 17 settembre 1984;
10. Oberst Joachim Hoppe: 15 luglio 1988;
11. Oberst Dieter Reiners: 29 settembre 1988;
12. Oberst Horst Martin: 2 ottobre 1992;
13. Oberst Ulrich Schröder: 30 agosto 1994;
14. Oberst Gerd Ruge: 29 marzo 1996;
15. Oberst Werner Nemetschek: 3 maggio 1999;
16. Oberst Heinz-Josef Ferkinghoff: 25 luglio 2001;
17. Oberst Peter Stammnitz: 31 marzo 2003;
18. Oberst Michael Kuhn: 30 settembre 2005;
19. Oberst Ingo Gerhartz: 20 dicembre 2007;
20. Oberst Andreas Hoppe: 8 luglio 2010;
21. Oberst Stefan Kleinheyer: 19 dicembre 2014;
22. Oberst Danilo Schlag: 30 novembre 2018;
23. Oberst Timo Heimbach: 30 settembre 2021.

## Aeromobili utilizzati

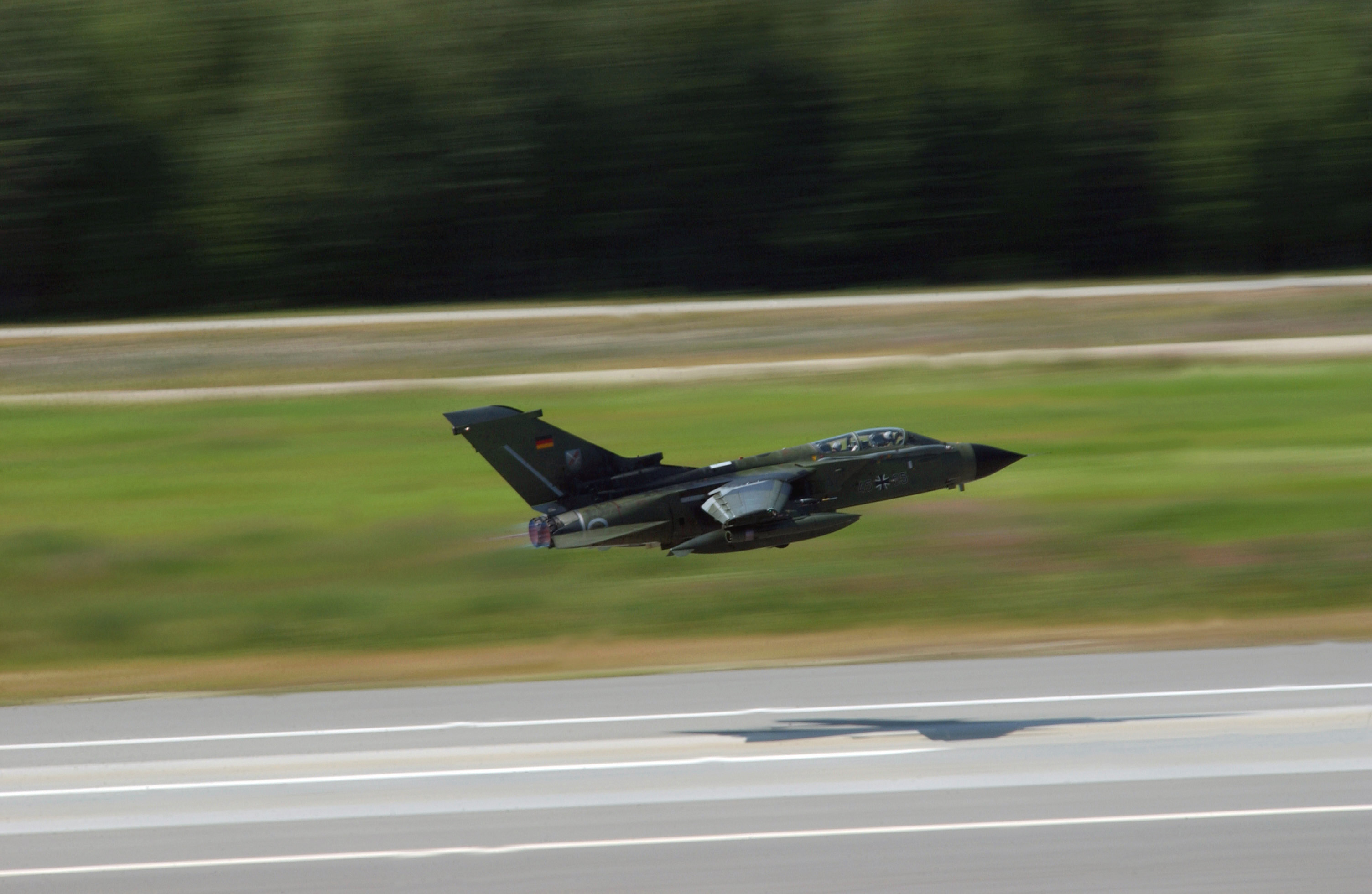
Un Panavia Tornado del JaBoG 31 in fase di decollo nella base aerea di Eielson, 2004.

- Republic F-84F Thunderstreak
- Lockheed T-33 T-Bird
- Piaggio P.149 Nasenbär
- Lockheed F-104G Starfighter
- Dornier Do 27
- Dornier Do 28D
- Panavia Tornado IDS
- Eurofighter Typhoon

## Incidenti
Da quando lo stormo è in servizio, 33 piloti ebbero incidenti mortali, 18 dei quali a bordo dell'F-104 Starfighter.
Durante l'esercitazione preliminare per la messa in servizio cerimoniale del JaboG 31 con l'F-104G, quattro piloti morirono a causa del disorientamento spaziale del leader. La formazione, composta da quattro F-104F, si schiantò a Kerpen-Balkhausen il 19 giugno 1962. I piloti non erano membri del JaboG 31, ma appartenevano al 4° squadrone della Waffenschule della Luftwaffe 10, che all'epoca era di stanza a Nörvenich.
Il 23 giugno 2014, durante un'esercitazione di intercettamento, un Eurofighter si scontrò con un GFD Learjet ad un'altitudine di 2.500 metri, provocando la perdita di uno dei due motori del business jet. L'aereo civile perse quota fino a schiantarsi vicino a Olsberg-Elpe. Entrambi gli occupanti perirono all'impatto con il suolo. L'Eurofighter coinvolto riuscì a ritornare sano e salvo alla base nonostante la perdita di un serbatoio aggiuntivo pieno.
Nel maggio del 2015 l'aereo danneggiato venne trasportato a Manching in Baviera per le riparazioni.

## Nella cultura di massa
- Negli anni sono stati prodotti vari modellini statici, di varie scale, dedicati al JaboG 31. Tra le aziende di modellismo statico, la più iconica che ha rappresentato più volte lo stormo è l'italiana Italeri, in scala 1:72 (Lockheed F-104 G Starfighter G "RECCE" 1296 e EF 2000 Typhoon IIB 1340). Esistono altre aziende che hanno rappresentato l'unità, tra cui l'azienda tedesca Revell, in scala 1:72 (TF-104G Starfighter Trainer 04378 e Tornado Twin Pack - 50th Anniversary Panavia Tornado 03801) e l'azienda giapponese Hasegawa, in scala 1:72 (F-104S/F-104G Starfighter D17).

## Galleria d'immagini

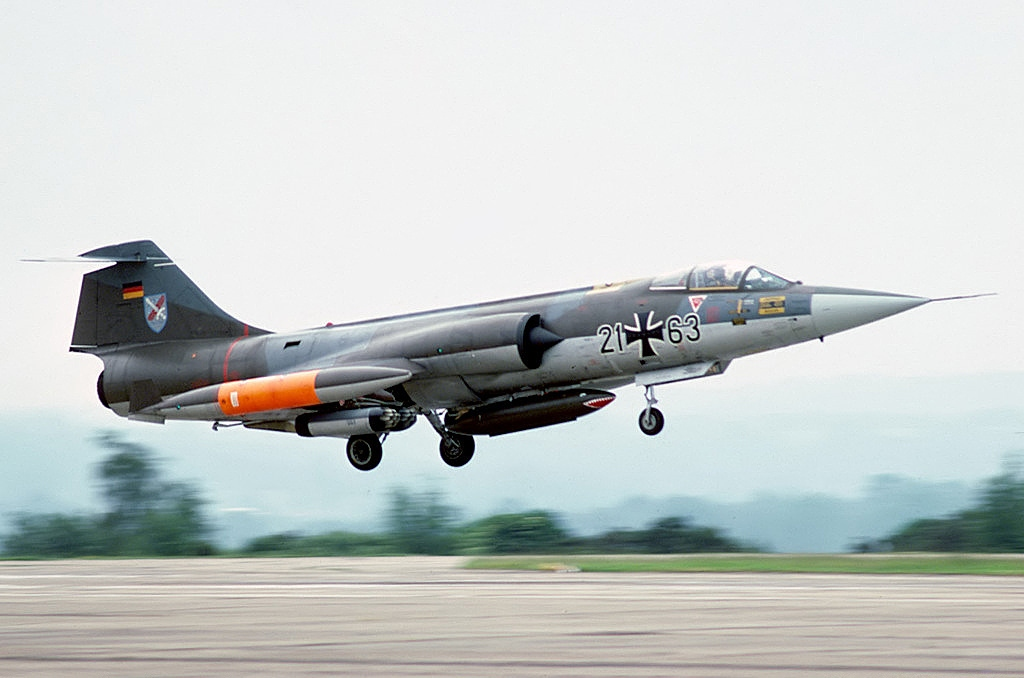
Un Lockheed (Messerschmitt) F-104G Starfighter del JaboG 31 in fase di decollo da RAF Greenham Common, Newbury, il 24 giugno 1977.
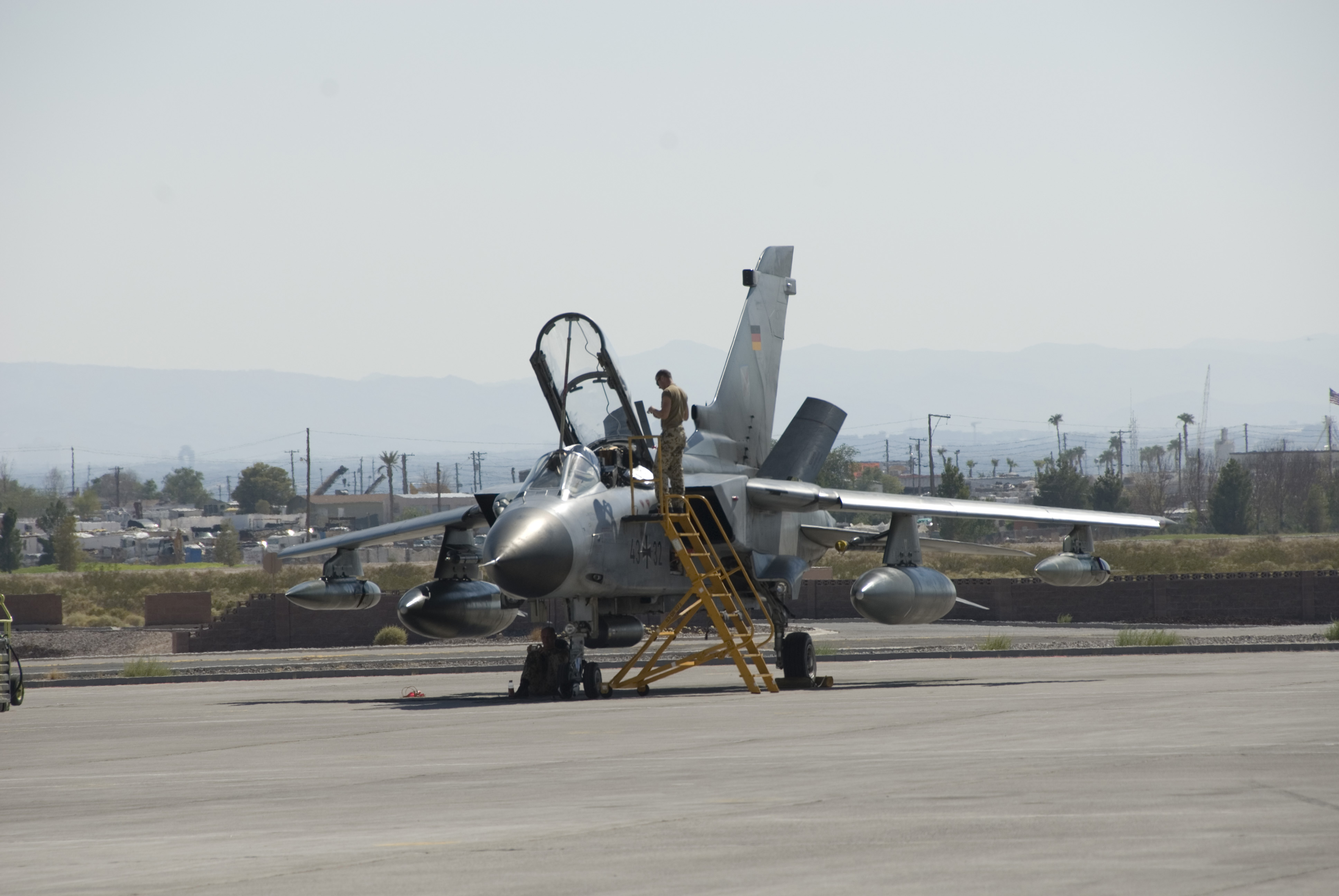
Un Tornado IDS del JaboG 31 presso la base aerea di Nellis, Nevada, durante l'esercitazione Red Flag-Alaska 08-3 nell'agosto del 2007.
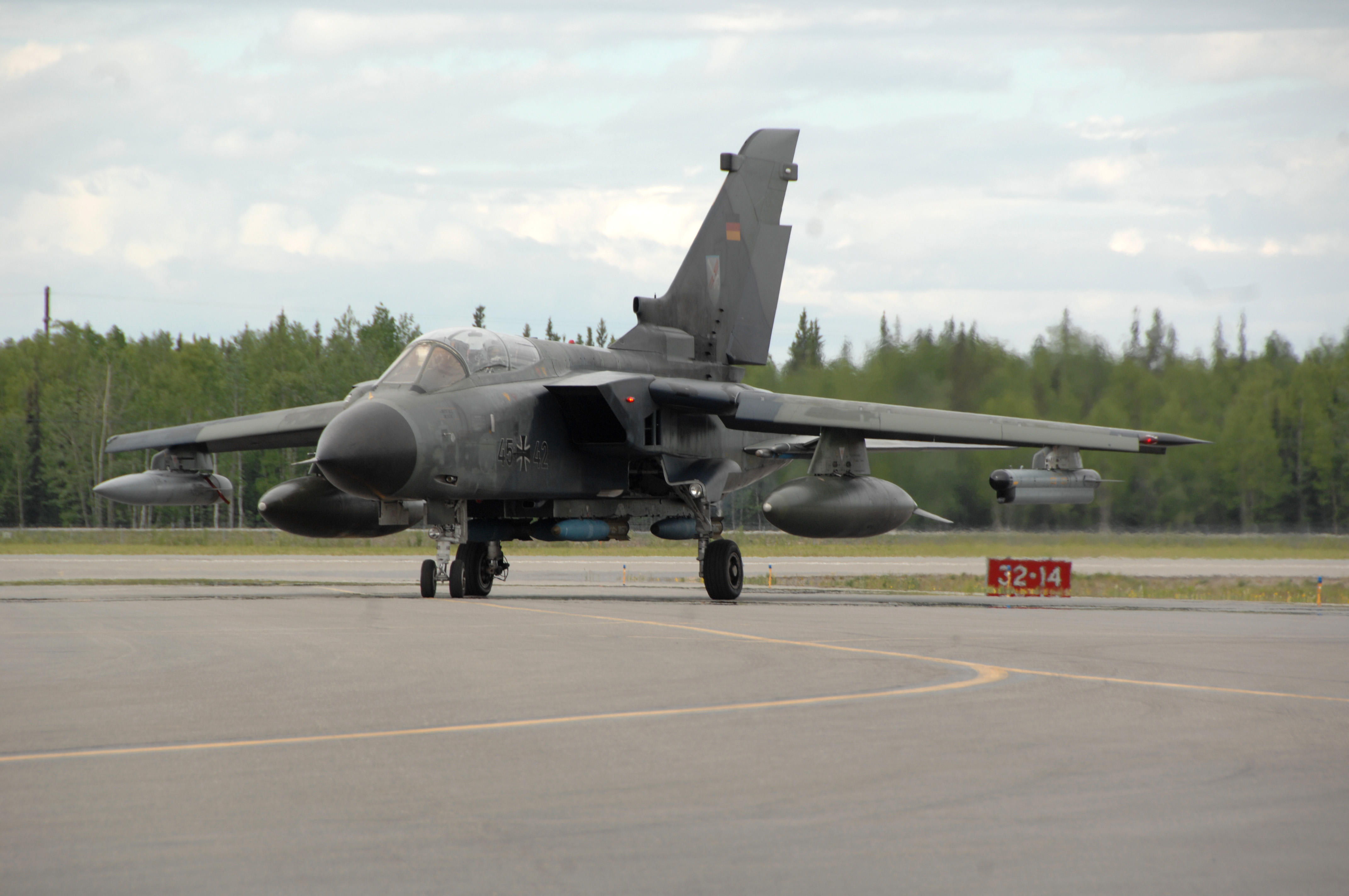
Un Tornado IDS del JaboG 31 in fase di rullaggio presso la base aerea di Eielson, Alaska, durante l'esercitazione Red Flag-Alaska 08-3, 12 giugno 2008.
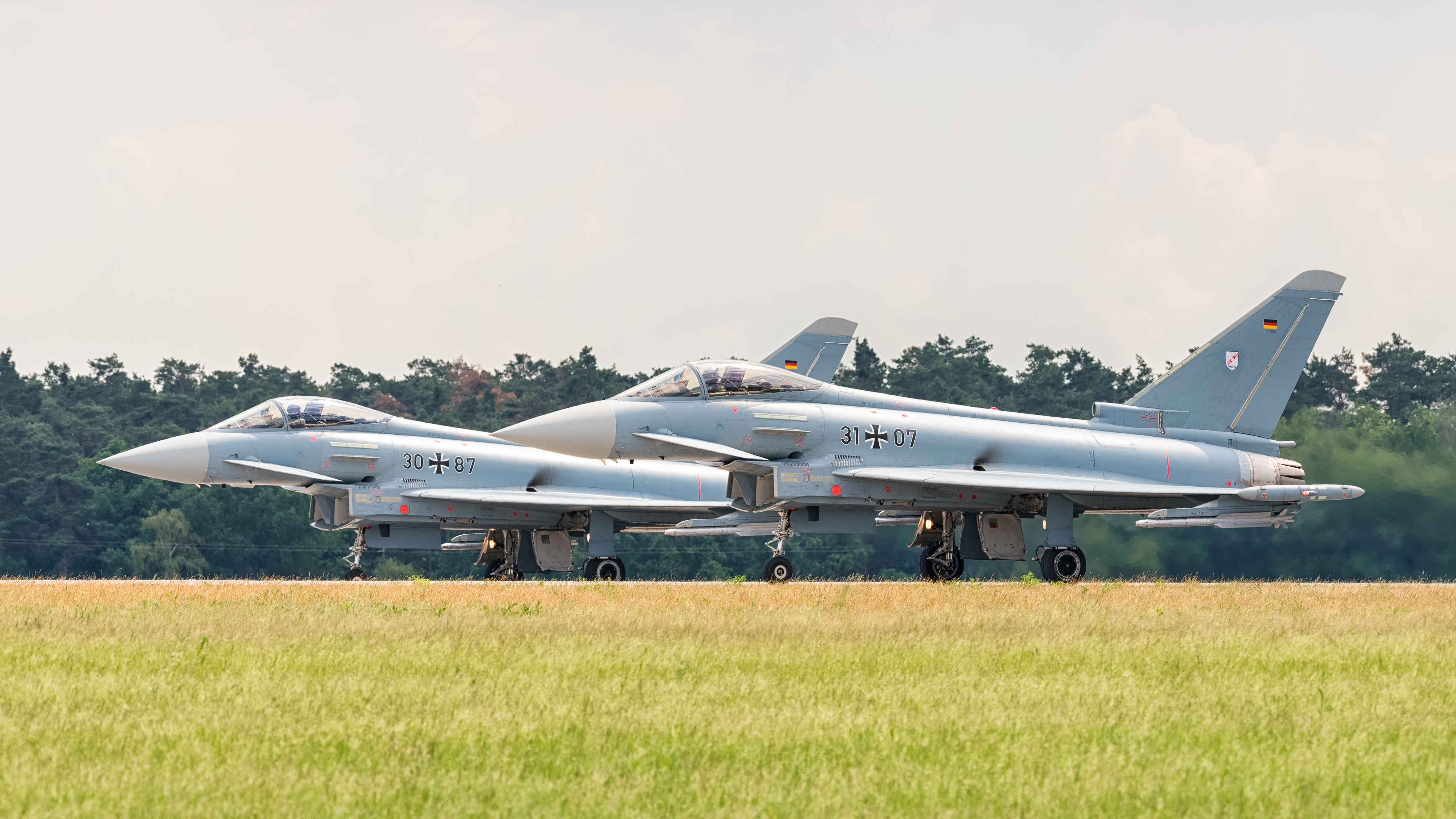
Due Eurofighter Typhoon del TaktLwG 31 in esposizione alla mostra internazionale dell'aeronautica e dello spazio di Berlino nel giugno del 2016.
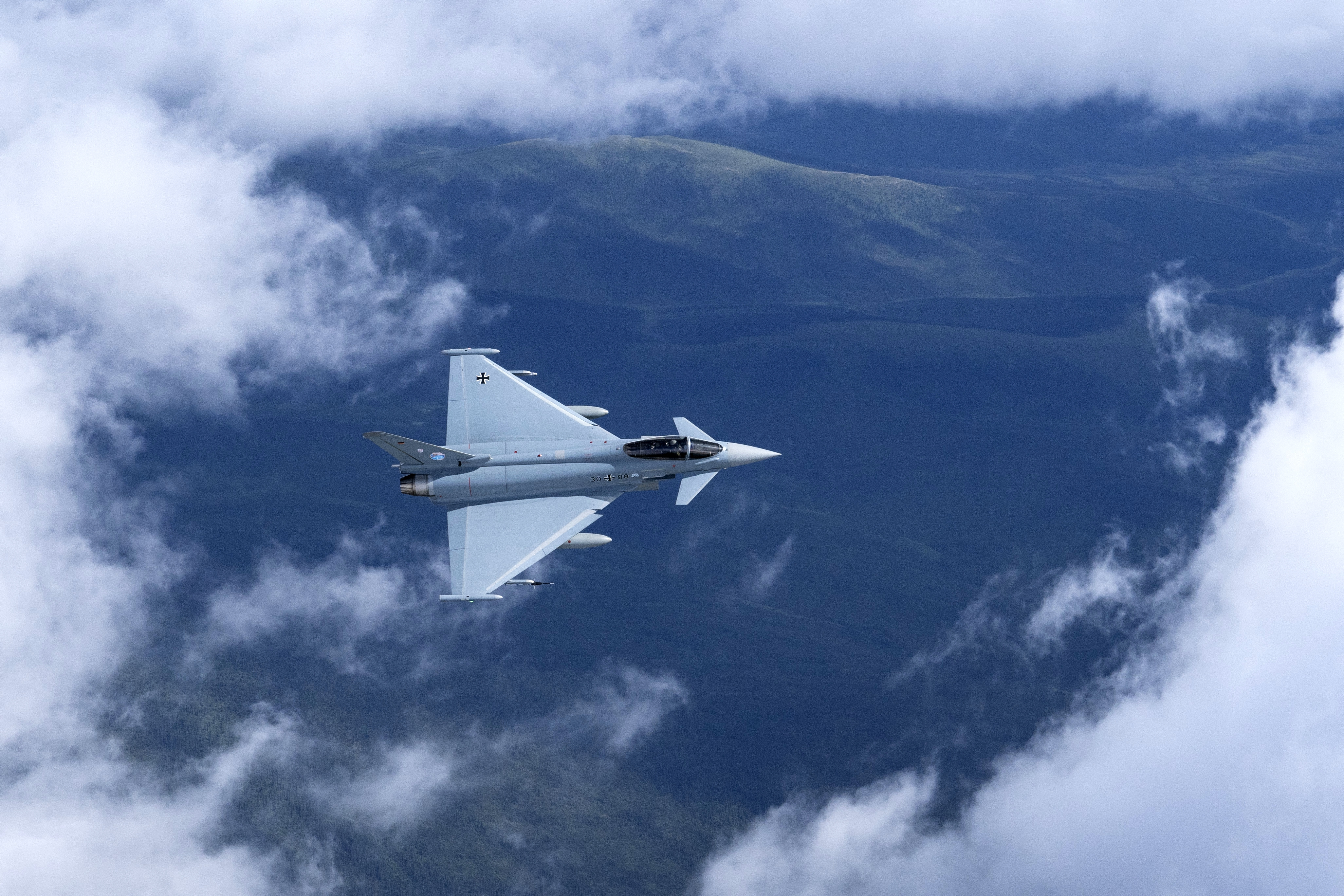
Eurofighter Typhoon del TaktLwG 31 sorvola i cieli dell'Alaska durante l'esercitazione Arctic Defender 24, 8 luglio 2024.